# Ashley Jiménez
Ashley Jiménez (8 maggio 1995) è una pallavolista portoricana.
Gioca nel ruolo di schiacciatrice nelle Capitalinas de San Juan.

## Carriera
La carriera di Ashley Jiménez inizia nei tornei giovanili portoricani, vestendo la maglia dell'Acropolis de Manatí e della Universidad Metropolitana. Nella stagione 2016 fa il suo esordio da professionista, debuttando nella Liga Superior portoricana con le Capitalinas de San Juan.